# گمینا لیپووا
گمینا لیپووا (به لهستانی:  Gmina Lipowa) یک گمینا در لهستان است که در شهرستان ژویتس واقع شده‌است. گمینا لیپووا ۵۸٫۰۸ کیلومتر مربع مساحت و ۹٬۶۸۱ نفر جمعیت دارد.